# Safe
Safe (titulada El código del miedo en Hispanoamérica) es una película de acción de 2012 escrita y dirigida por Boaz Yakin y protagonizada por Jason Statham.

## Sinopsis
Un exagente de la policía de Nueva York que ahora vive como luchador de jaula, Luke Wright (Jason Statham), vive una vida de altos y bajos dentro del podrido mundo de las peleas callejeras, hasta que un día echa a perder una pelea arreglada. 
Queriendo avergonzarle por ello, la mafia rusa asesina a Annie, su esposa embarazada, y lo chantajean con matar a todo aquel que entable algún tipo de vínculo con él, haciendo a Luke vagar por las calles de Nueva York, atormentado por la culpa y por la certeza de que siempre va a estar vigilado. Pero cuando ve a Mei (Catherine Chan), una asustada niña china de 11 años, ser perseguida por los mismos gángsters que mataron a su esposa, eso lo impulsa a la acción, regresar para solucionar todo y a caer en medio de una mortal guerra sin cuartel por las apuestas y ganancias del crimen organizado en la ciudad.
Luke descubre que Mei no es una niña ordinaria, sino que es una huérfana prodigio en matemáticas que ha sido forzada por la Tríada china a desempeñarse como «contadora» de los negocios en el Barrio Chino. Luego también descubre que ella guarda en su memoria un código numérico de cajas fuertes que contienen 30 millones de dólares y un secreto muy importante por el cual la Tríada, la mafia rusa y una facción corrupta del Departamento de Policía de Nueva York son capaces de matar. 
Dándose cuenta de que es la única persona en la que Mei puede confiar, debe luchar contra la tríada, la mafia rusa y el alto nivel de corrupción de políticos en Nueva York, como también de la policía, para salvar una vida inocente... y redimir la suya si puede.

## Reparto
| Actor                 | Personaje                              |
| --------------------- | -------------------------------------- |
| Jason Statham         | Luke Wright.                           |
| Catherine Chan        | Mei.                                   |
| Reggie Lee            | Quan Chang, el padrastro de Mei        |
| Chris Sarandon        | Alcalde Tremello.                      |
| Anson Mount           | Alex Rosen, el secretario del alcalde  |
| Robert John Burke     | Corrupto capitán Wolf.                 |
| James Hong            | Líder de la mafia china Han Jiao.      |
| Danny Hoch            | Julius Barkow.                         |
| Danni Lang            |                                        |
| Igor Jijikine         | Chemiakin, mafioso ruso canoso         |
| Sándor Técsy          | Emile Docheski, líder de la mafia rusa |
| Joseph Sikora         | Vassily Docheski, hijo de Emile        |
| Suzanne Savoy         | Furiosa madre del boxeador en coma     |
| Dan McCabe            | Joven mendigo enfermo                  |
| James Colby           | Detective Mears                        |
| Matt O'Toole          | Detective Lasky                        |
| Jack Gwaltney         | Detective Reddick                      |
| Barry Bradford        | Detective Benoit                       |
| Jay Giannone          | Detective Kolfax                       |
| James Tolbert III     | Joven loco                             |
| Danni Lang            | Ling, amiga de Mei                     |
| Julian Marzal         | Teniente Teague                        |
| Scott Nicholson       | Sargento Mackelvane                    |
| Kathy Anne Zhang      | Kake                                   |
| Byron Zheng           | Feng                                   |
| Lyman Chen            | Director                               |
| Howie Brown           | Ayudante del alcalde                   |
| Nicolas Martí Salgado | Adolescente                            |
| Danny Hoch            | Julius Barkow                          |
| John Wooten           | 1.º policía de seguridad en el refugio |
| Brian Anthony Wilson  | 2.º policía de seguridad en el refugio |
| Victor Pagan          | Hombre de mirada enloquecida           |
| Henry Kwan            | Vendedor coreano                       |
| Marvina Vinique       | Agente de ventas                       |
| Jennifer Skyler       | Recepcionista del hotel                |
| Kate Rogal            | Prostituta que acompaña a Luke         |
| Tony Cheng            | Mafioso chino en la discoteca          |
| Dmitriy Kojevnikov    | Cocinero en Mamoschka                  |
| Oksana Lada           | Anfitriona de Mamoschka                |
| Al Kao                | Patrullero asiático                    |
| John Cenatiempo       | Gánster ruso                           |
| Dan Shea              | Técnico de la policía                  |
| George B. Colucci Jr. | Hombre de edad mediana                 |
| Matt Dellapina        | Policía uniformado                     |
| Stephen Oyoung        | Mafioso de la tríada con una laptop    |
| Tim Carr              | Joven ayuda                            |
| Daoud Heidami         | Taxista                                |
| Ben Sinclair          | Hombre enojado                         |
| Oleg Ivanov           | Gánster ruso                           |
| Zun Lin               | Mafioso de la tríada con Duffel        |
| Alexander Kogan       | Cantante ruso                          |
| Laurence Covington    | Mendigo enojado                        |